# قهرمانی وزنه‌برداری جهان
قهرمانی وزنه‌برداری جهان رویدادی است که توسط فدراسیون بین‌المللی وزنه‌برداری (IWF) سازماندهی می‌شود. نخستین رقابت، در مارس ۱۸۹۱ برگزار شد، که با پیروزی ادوارد لاورنس لوی از انگلستان همراه بود.
ورزشکاران در مجموع در ۲۰ دستهٔ وزنی (۱۰ دسته برای مردان و ۱۰ دسته برای زنان) رقابت می‌کنند:
- دسته‌های مردان
- ۵۵ کیلوگرم * ۶۱ کیلوگرم* ۶۷ کیلوگرم
- ۷۳ کیلوگرم * ۸۱ کیلوگرم * ۸۹ کیلوگرم
- ۹۶ کیلوگرم * ۱۰۲ کیلوگرم * ۱۰۹ کیلوگرم
- ۱۰۹+ کیلوگرم.
- دسته‌های زنان:
- ۴۵ کیلوگرم * ۴۹ کیلوگرم * ۵۵ کیلوگرم
- ۵۹ کیلوگرم * ۶۴ کیلوگرم * ۷۱ کیلوگرم
- ۷۶ کیلوگرم * ۸۱ کیلوگرم * ۸۷ کیلوگرم
- ۸۷+ کیلوگرم.

## رقابت‌ها

### مردان
| شماره   | سال  | تاریخ                | شهر و کشور میزبان                           | # ورزشکاران | # کشورها |
| ------- | ---- | -------------------- | ------------------------------------------- | ----------- | -------- |
| I       | ۱۸۹۱ | ۲۸ مارس              | لندن، بریتانیا                              | ۷           | ۶        |
| II      | ۱۸۹۸ | ۳۱ ژوئیه – ۱ اوت     | وین، سیسلتنیا                               | ۱۱          | ۳        |
| III     | ۱۸۹۹ | ۴–۵ آوریل            | میلان، ایتالیا                              | ۵           | ۳        |
| IV      | ۱۹۰۳ | ۱–۳ اکتبر            | پاریس، فرانسه                               | ۱۸          | ۵        |
| V       | ۱۹۰۴ | ۱۸ آوریل             | وین، سیسلتنیا                               | ۱۳          | ۴        |
| VI      | ۱۹۰۵ | ۸–۱۰ آوریل           | برلین، آلمان                                | ۴۱          | ۴        |
| VII     | ۱۹۰۵ | ۱۱–۱۳ ژوئن           | دویسبورگ، آلمان                             | ۷           | ۲        |
| VIII    | ۱۹۰۵ | ۱۶ و ۳۰ دسامبر       | پاریس، فرانسه                               | ۱۶          | ۱        |
| IX      | ۱۹۰۶ | ۱۸ مارس              | لیل، فرانسه                                 | ۳۳          | ۴        |
| X       | ۱۹۰۷ | ۱۹ مه                | فرانکفورت، آلمان                            | ۲۳          | ۳        |
| XI      | ۱۹۰۸ | ۸–۹ دسامبر           | وین، سیسلتنیا                               | ۲۳          | ۲        |
| XII     | ۱۹۰۹ | ۳ اکتبر و ۲ دسامبر   | وین، سیسلتنیا                               | ۲۳          | ۳        |
| XIII    | ۱۹۱۰ | ۴–۶ ژوئن             | دوسلدورف، آلمان                             | ۵۷          | ۵        |
| XIV     | ۱۹۱۰ | ۹–۱۰ اکتبر           | وین، سیسلتنیا                               | ۱۵          | ۲        |
| XV      | ۱۹۱۱ | ۲۹–۳۰ آوریل          | اشتوتگارت، آلمان                            | ۳۶          | ۳        |
| XVI     | ۱۹۱۱ | ۱۳–۱۴ مه             | برلین، آلمان                                | ۲۷          | ۲        |
| XVII    | ۱۹۱۱ | ۲۶ ژوئن              | درسدن، آلمان                                | ۲۱          | ۳        |
| XVIII   | ۱۹۱۱ | ۲۹ ژوئن – ۲ ژوئیه    | وین، سیسلتنیا                               | ۳۲          | ۳        |
| XIX     | ۱۹۱۳ | ۲۸–۲۹ ژوئیه          | وروتسواو، آلمان                             | ۴۰          | ۴        |
| XX      | ۱۹۲۰ | ۴–۸ سپتامبر          | وین، اتریش                                  | ۷۴          | ۴        |
| XXI     | ۱۹۲۲ | ۲۹–۳۰ آوریل          | تالین، استونی                               | ۳۳          | ۴        |
| XXII    | ۱۹۲۳ | ۸–۹ سپتامبر          | وین، اتریش                                  | ۷۶          | ۷        |
| XXIII   | ۱۹۳۷ | ۱۰–۱۲ سپتامبر        | پاریس، فرانسه                               | ۵۰          | ۱۰       |
| XXIV    | ۱۹۳۸ | ۲۱–۲۳ اکتبر          | وین، آلمان                                  | ۳۸          | ۱۱       |
| XXV     | ۱۹۴۶ | ۱۸–۱۹ اکتبر          | پاریس، فرانسه                               | ۷۹          | ۱۳       |
| XXVI    | ۱۹۴۷ | ۲۶–۲۷ سپتامبر        | فیلادلفیا، ایالات متحده آمریکا              | ۳۹          | ۱۲       |
| XXVII   | ۱۹۴۹ | ۴–۶ سپتامبر          | اسخیفنینگن، هلند                            | ۳۸          | ۱۳       |
| XXVIII  | ۱۹۵۰ | ۱۳–۱۵ اکتبر          | پاریس، فرانسه                               | ۵۶          | ۱۷       |
| XXIX    | ۱۹۵۱ | ۲۶–۲۸ اکتبر          | میلان، ایتالیا                              | ۶۲          | ۱۴       |
| XXX     | ۱۹۵۳ | ۲۶–۳۰ اوت            | استکهلم، سوئد                               | ۷۰          | ۱۹       |
| XXXI    | ۱۹۵۴ | ۷–۱۰ اکتبر           | وین، اتریش                                  | ۱۰۰         | ۲۳       |
| XXXII   | ۱۹۵۵ | ۱۲–۱۶ اکتبر          | مونیخ، آلمان غربی                           | ۱۰۸         | ۲۵       |
| XXXIII  | ۱۹۵۷ | ۸–۱۲ نوامبر          | تهران، ایران                                | ۷۶          | ۲۱       |
| XXXIV   | ۱۹۵۸ | ۱۶–۲۱ سپتامبر        | استکهلم، سوئد                               | ۹۶          | ۲۷       |
| XXXV    | ۱۹۵۹ | ۲۹ سپتامبر – ۴ اکتبر | ورشو، لهستان                                | ۸۵          | ۱۹       |
| XXXVI   | ۱۹۶۱ | ۲۰–۲۵ سپتامبر        | وین، اتریش                                  | ۱۲۰         | ۳۳       |
| XXXVII  | ۱۹۶۲ | ۱۶–۲۲ سپتامبر        | بوداپست، مجارستان                           | ۱۱۳         | ۲۷       |
| XXXVIII | ۱۹۶۳ | ۱۶–۲۲ سپتامبر        | استکهلم، سوئد                               | ۱۳۴         | ۳۲       |
| XXXIX   | ۱۹۶۴ | ۱۱–۱۸ اکتبر          | توکیو، ژاپن                                 | ۱۴۹         | ۴۲       |
| XL      | ۱۹۶۵ | ۲۷ اکتبر – ۳ نوامبر  | تهران، ایران                                | ۸۵          | ۲۴       |
| XLI     | ۱۹۶۶ | ۱۵–۲۱ اکتبر          | برلین شرقی، آلمان شرقی                      | ۱۱۷         | ۲۸       |
| XLII    | ۱۹۶۸ | ۱۳–۱۹ اکتبر          | مکزیکو سیتی، مکزیک                          | ۱۶۰         | ۵۵       |
| XLIII   | ۱۹۶۹ | ۲۰–۲۸ سپتامبر        | ورشو، لهستان                                | ۱۶۶         | ۳۷       |
| XLIV    | ۱۹۷۰ | ۱۲–۲۰ سپتامبر        | کلمبوس، اوهایو، ایالات متحده آمریکا         | ۱۲۹         | ۲۸       |
| XLV     | ۱۹۷۱ | ۱۸–۲۶ سپتامبر        | لیما، پرو                                   | ۱۴۴         | ۳۰       |
| XLVI    | ۱۹۷۲ | ۲۷ اوت – ۶ سپتامبر   | مونیخ، آلمان غربی                           | ۱۸۸         | ۵۴       |
| XLVII   | ۱۹۷۳ | ۱۵–۲۳ سپتامبر        | هاوانا، کوبا                                | ۱۸۹         | ۳۹       |
| XLVIII  | ۱۹۷۴ | ۲۱–۲۹ سپتامبر        | مانیل، فیلیپین                              | ۱۴۳         | ۳۲       |
| XLIX    | ۱۹۷۵ | ۱۵–۲۳ سپتامبر        | مسکو، اتحاد جماهیر شوروی سوسیالیستی         | ۱۶۹         | ۳۳       |
| L       | ۱۹۷۶ | ۱۸–۲۷ ژوئیه          | مونترآل، کانادا                             | ۱۷۳         | ۴۶       |
| LI      | ۱۹۷۷ | ۱۷–۲۵ سپتامبر        | اشتوتگارت، آلمان غربی                       | ۱۸۶         | ۴۴       |
| LII     | ۱۹۷۸ | ۴–۸ اکتبر            | گتیزبرگ، پنسیلوانیا، ایالات متحده آمریکا    | ۱۸۵         | ۳۵       |
| LIII    | ۱۹۷۹ | ۳–۱۱ نوامبر          | سالونیک، یونان                              | ۱۸۹         | ۳۹       |
| LIV     | ۱۹۸۰ | ۲۰–۳۰ ژوئیه          | مسکو، اتحاد جماهیر شوروی سوسیالیستی         | ۱۷۳         | ۴۰       |
| LV      | ۱۹۸۱ | ۱۳–۲۰ سپتامبر        | لیل، فرانسه                                 | ۱۹۴         | ۳۵       |
| LVI     | ۱۹۸۲ | ۱۸–۲۶ سپتامبر        | لیوبلیانا، جمهوری فدرال سوسیالیستی یوگسلاوی | ۲۰۵         | ۳۸       |
| LVII    | ۱۹۸۳ | ۲۲–۳۱ اکتبر          | مسکو، اتحاد جماهیر شوروی سوسیالیستی         | ۱۸۷         | ۳۲       |
| LVIII   | ۱۹۸۴ | ۲۹ ژوئیه – ۸ اوت     | لس آنجلس، ایالات متحده آمریکا               | ۱۸۷         | ۴۸       |
| LIX     | ۱۹۸۵ | ۲۳ اوت – ۱ سپتامبر   | سودرتلیه، سوئد                              | ۱۹۵         | ۳۸       |
| LX      | ۱۹۸۶ | ۸–۱۵ نوامبر          | صوفیه، بلغارستان                            | ۱۹۳         | ۴۱       |
| LXI     | ۱۹۸۷ | ۶–۱۳ سپتامبر         | استراوا، چکسلواکی                           | ۱۶۸         | ۲۹       |
| LXII    | ۱۹۸۹ | ۱۶–۲۳ سپتامبر        | آتن، یونان                                  | ۲۲۰         | ۳۷       |
| LXIII   | ۱۹۹۰ | ۱۰–۱۸ نوامبر         | بوداپست، مجارستان                           | ۱۸۲         | ۳۸       |

### زنان
| شماره | سال  | تاریخ               | شهر و کشور میزبان                         | # ورزشکاران | # کشورها |
| ----- | ---- | ------------------- | ----------------------------------------- | ----------- | -------- |
| I     | ۱۹۸۷ | ۳۰ اکتبر – ۱ نوامبر | دیتونا بیچ، فلوریدا، ایالات متحده آمریکا  | ۱۰۰         | ۲۲       |
| II    | ۱۹۸۸ | ۲–۴ دسامبر          | جاکارتا، اندونزی                          | ۱۰۳         | ۲۳       |
| III   | ۱۹۸۹ | ۲۴–۲۶ نوامبر        | منچستر، بریتانیا                          | ۱۳۳         | ۲۵       |
| IV    | ۱۹۹۰ | ۲۶ مه – ۳ ژوئن      | سارایوو، جمهوری فدرال سوسیالیستی یوگسلاوی | ۱۰۹         | ۲۵       |

### مشترک
| شماره   | شماره  | سال  | تاریخ                | شهر و کشور میزبان                       | مردان       | مردان    | زنان        | زنان     |
| م       | ز      | سال  | تاریخ                | شهر و کشور میزبان                       | # ورزشکاران | # کشورها | # ورزشکاران | # کشورها |
| ------- | ------ | ---- | -------------------- | --------------------------------------- | ----------- | -------- | ----------- | -------- |
| LXIV    | V      | ۱۹۹۱ | ۲۷ سپتامبر – ۶ اکتبر | دوناشینگن، آلمان                        | ۲۰۰         | ۴۰       | ۱۰۸         | ۲۴       |
| —       | VI     | ۱۹۹۲ | ۱۶–۲۴ مه             | وارنا، بلغارستان                        | —           | —        | ۱۱۰         | ۲۵       |
| LXV     | VII    | ۱۹۹۳ | ۱۱–۲۱ نوامبر         | ملبورن، استرالیا                        | ۱۹۵         | ۵۷       | ۹۴          | ۲۵       |
| LXVI    | VIII   | ۱۹۹۴ | ۱۷–۲۷ نوامبر         | استانبول، ترکیه                         | ۲۴۲         | ۵۲       | ۱۰۵         | ۳۰       |
| LXVII   | IX     | ۱۹۹۵ | ۱۶–۲۶ نوامبر         | گوانگ‌ژو، چین                            | ۳۴۵         | ۶۳       | ۹۳          | ۲۶       |
| —       | X      | ۱۹۹۶ | ۳–۱۱ مه              | ورشو، لهستان                            | —           | —        | ۱۰۲         | ۲۴       |
| LXVIII  | XI     | ۱۹۹۷ | ۶–۱۴ دسامبر          | چیانگ مای، تایلند                       | ۱۸۹         | ۵۱       | ۱۴۳         | ۳۹       |
| LXIX    | XII    | ۱۹۹۸ | ۱۰–۱۵ نوامبر         | لاختی، فنلاند                           | ۲۱۰         | ۵۳       | ۱۲۲         | ۳۵       |
| LXX     | XIII   | ۱۹۹۹ | ۲۱–۲۸ نوامبر         | آتن، یونان                              | ۳۹۵         | ۷۹       | ۲۳۱         | ۵۱       |
| LXXI    | XIV    | ۲۰۰۱ | ۴–۱۱ نوامبر          | آنتالیا، ترکیه                          | ۱۵۳         | ۴۷       | ۱۱۴         | ۳۴       |
| LXXII   | XV     | ۲۰۰۲ | ۱۸–۲۶ نوامبر         | ورشو، لهستان                            | ۱۷۰         | ۴۷       | ۱۱۵         | ۳۷       |
| LXXIII  | XVI    | ۲۰۰۳ | ۱۴–۲۲ نوامبر         | ونکوور، کانادا                          | ۲۹۷         | ۵۹       | ۲۰۸         | ۴۷       |
| LXXIV   | XVII   | ۲۰۰۵ | ۹–۱۷ نوامبر          | دوحه، قطر                               | ۱۶۹         | ۵۸       | ۱۱۲         | ۴۲       |
| LXXV    | XVIII  | ۲۰۰۶ | ۳۰ سپتامبر – ۷ اکتبر | سانتو دومینگو، جمهوری دومینیکن          | ۲۹۸         | ۵۸       | ۱۸۶         | ۳۹       |
| LXXVI   | XIX    | ۲۰۰۷ | ۱۷–۲۶ سپتامبر        | چیانگ مای، تایلند                       | ۳۵۵         | ۷۰       | ۲۲۵         | ۵۳       |
| LXXVII  | XX     | ۲۰۰۹ | ۲۰–۲۹ نوامبر         | گویانگ، کره جنوبی                       | ۱۹۶         | ۵۷       | ۱۳۳         | ۳۸       |
| LXXVIII | XXI    | ۲۰۱۰ | ۱۷–۲۶ سپتامبر        | آنتالیا، ترکیه                          | ۳۱۲         | ۶۳       | ۲۰۳         | ۵۰       |
| LXXIX   | XXII   | ۲۰۱۱ | ۵–۱۳ نوامبر          | پاریس، فرانسه                           | ۳۰۷         | ۷۵       | ۲۱۲         | ۶۱       |
| LXXX    | XXIII  | ۲۰۱۳ | ۲۰–۲۷ اکتبر          | وروتسواو، لهستان                        | ۱۶۸         | ۴۹       | ۱۲۴         | ۳۷       |
| LXXXI   | XXIV   | ۲۰۱۴ | ۸–۱۶ نوامبر          | آلماتی، قزاقستان                        | ۳۰۷         | ۶۲       | ۲۱۹         | ۵۱       |
| LXXXII  | XXV    | ۲۰۱۵ | ۲۰–۲۸ نوامبر         | هیوستون، ایالات متحده آمریکا            | ۳۲۴         | ۷۶       | ۲۶۱         | ۷۲       |
| LXXXIII | XXVI   | ۲۰۱۷ | ۲۸ نوامبر – ۵ دسامبر | آناهایم، کالیفرنیا، ایالات متحده آمریکا | ۱۷۶         | ۵۴       | ۱۳۹         | ۴۴       |
| LXXXIV  | XXVII  | ۲۰۱۸ | ۱–۱۰ نوامبر          | عشق‌آباد، ترکمنستان                      | ۲۷۲         | ۶۸       | ۳۱۰         | ۷۳       |
| LXXXV   | XXVIII | ۲۰۱۹ | ۱۸–۲۷ سپتامبر        | پاتایا، تایلند                          | ۳۱۳         | ۸۴       | ۲۷۵         | ۷۹       |
| LXXXVI  | XXIX   | ۲۰۲۱ |                      | لیما، پرو                               |             |          |             |          |
| LXXXVII | XXX    | ۲۰۲۲ |                      | چونگ‌کینگ، چین                           |             |          |             |          |

## جدول مدال تمام-ادوار

### مجموع
شمار مدال بزرگ (مجموع) به‌روز رسانی شده پس از قهرمانی جهان ۲۰۱۹.
| رتبه            | کشور                | طلا | نقره | برنز | مجموع |
| --------------- | ------------------- | --- | ---- | ---- | ----- |
| ۱               | چین                 | ۱۸۴ | ۸۷   | ۴۲   | ۳۱۳   |
| ۲               | اتحاد جماهیر شوروی  | ۱۵۱ | ۹۰   | ۳۳   | ۲۷۴   |
| ۳               | بلغارستان           | ۷۹  | ۸۲   | ۶۴   | ۲۲۵   |
| ۴               | ایالات متحده آمریکا | ۴۱  | ۵۱   | ۳۱   | ۱۲۳   |
| ۵               | روسیه               | ۳۹  | ۴۸   | ۳۳   | ۱۲۰   |
| ۶               | اتریش               | ۳۲  | ۲۷   | ۳۱   | ۹۰    |
| ۷               | لهستان              | ۲۵  | ۳۸   | ۵۷   | ۱۲۰   |
| ۸               | آلمان               | ۲۴  | ۳۴   | ۲۷   | ۸۵    |
| ۹               | ایران               | ۲۳  | ۱۳   | ۲۷   | ۶۳    |
| ۱۰              | تایوان              | ۱۵  | ۲۰   | ۲۴   | ۵۹    |
| ۱۱              | ترکیه               | ۱۵  | ۲۰   | ۱۵   | ۵۰    |
| ۱۲              | قزاقستان            | ۱۴  | ۷    | ۷    | ۲۸    |
| ۱۳              | کرهٔ شمالی           | ۱۳  | ۲۲   | ۲۴   | ۵۹    |
| ۱۴              | مجارستان            | ۱۱  | ۳۸   | ۴۲   | ۹۱    |
| ۱۵              | یونان               | ۱۰  | ۱۵   | ۱۱   | ۳۶    |
| ۱۶              | مصر                 | ۱۰  | ۱۳   | ۱۴   | ۳۷    |
| ۱۷              | ژاپن                | ۱۰  | ۱۲   | ۲۷   | ۴۹    |
| ۱۸              | بلاروس              | ۸   | ۸    | ۸    | ۲۴    |
| ۱۹              | کوبا                | ۸   | ۵    | ۱۱   | ۲۴    |
| ۲۰              | کرهٔ جنوبی           | ۷   | ۱۸   | ۲۰   | ۴۵    |
| ۲۱              | فرانسه              | ۷   | ۱۱   | ۲۰   | ۳۸    |
| ۲۲              | اوکراین             | ۷   | ۶    | ۱۸   | ۳۱    |
| ۲۳              | رومانی              | ۶   | ۱۳   | ۱۵   | ۳۴    |
| ۲۴              | گرجستان             | ۶   | ۲    | ۴    | ۱۲    |
| ۲۵              | ارمنستان            | ۵   | ۸    | ۸    | ۲۱    |
| ۲۶              | کلمبیا              | ۵   | ۷    | ۱۰   | ۲۲    |
| ۲۷              | بریتانیای کبیر      | ۵   | ۳    | ۹    | ۱۷    |
| ۲۸              | آلمان شرقی          | ۴   | ۱۹   | ۲۹   | ۵۲    |
| ۲۹              | تایلند              | ۴   | ۱۵   | ۱۶   | ۳۵    |
| ۳۰              | سوئیس               | ۴   | ۴    | ۲    | ۱۰    |
| ۳۱              | فنلاند              | ۴   | ۲    | ۱۰   | ۱۶    |
| ۳۲              | قطر                 | ۴   | ۲    | ۴    | ۱۰    |
| ۳۳              | آذربایجان           | ۴   | ۱    | ۳    | ۸     |
| ۳۴              | هند                 | ۳   | ۸    | ۵    | ۱۶    |
| ۳۵              | اندونزی             | ۳   | ۷    | ۱۰   | ۲۰    |
| ۳۶              | آلمان غربی          | ۳   | ۵    | ۳    | ۱۱    |
| ۳۷              | استونی              | ۳   | ۴    | ۶    | ۱۳    |
| ۳۸              | چکسلواکی            | ۳   | ۳    | ۱۵   | ۲۱    |
| ۳۹              | اسپانیا             | ۲   | ۲    | ۳    | ۷     |
| ۴۰              | ترکمنستان           | ۲   | ۲    | ۱    | ۵     |
| ۴۱              | ایتالیا             | ۱   | ۵    | ۹    | ۱۵    |
| ۴۲              | لتونی               | ۱   | ۳    | ۷    | ۱۱    |
| ۴۳              | ویتنام              | ۱   | ۳    | ۵    | ۹     |
| ۴۴              | استرالیا            | ۱   | ۳    | ۴    | ۸     |
| ۴۵              | نروژ                | ۱   | ۳    | ۰    | ۴     |
| ۴۶              | کانادا              | ۱   | ۲    | ۴    | ۷     |
| ۴۷              | سوئد                | ۱   | ۱    | ۶    | ۸     |
| ۴۸              | ازبکستان            | ۱   | ۱    | ۳    | ۵     |
| ۴۹              | شیلی                | ۱   | ۱    | ۰    | ۲     |
| ۵۰              | اسلواکی             | ۱   | ۰    | ۱    | ۲     |
| ۵۱              | بلژیک               | ۰   | ۴    | ۳    | ۷     |
| ۵۲              | دانمارک             | ۰   | ۳    | ۰    | ۳     |
| ۵۳              | اکوادور             | ۰   | ۲    | ۵    | ۷     |
| ۵۴              | هلند                | ۰   | ۲    | ۰    | ۲     |
| ۵۵              | نیجریه              | ۰   | ۱    | ۳    | ۴     |
| ۵۶              | مولدووا             | ۰   | ۱    | ۲    | ۳     |
| ۵۷              | آرژانتین            | ۰   | ۱    | ۱    | ۲     |
| ۵۸              | لبنان               | ۰   | ۱    | ۰    | ۱     |
| ۵۸              | لیتوانی             | ۰   | ۱    | ۰    | ۱     |
| ۵۸              | نیوزیلند            | ۰   | ۱    | ۰    | ۱     |
| ۵۸              | کرواسی              | ۰   | ۱    | ۰    | ۱     |
| ۵۸              | گویان               | ۰   | ۱    | ۰    | ۱     |
| ۶۳              | برمه                | ۰   | ۰    | ۵    | ۵     |
| ۶۳              | دومینیکن            | ۰   | ۰    | ۵    | ۵     |
| ۶۵              | فیلیپین             | ۰   | ۰    | ۳    | ۳     |
| ۶۵              | ونزوئلا             | ۰   | ۰    | ۳    | ۳     |
| ۶۷              | برزیل               | ۰   | ۰    | ۱    | ۱     |
| ۶۷              | تونس                | ۰   | ۰    | ۱    | ۱     |
| ۶۷              | عراق                | ۰   | ۰    | ۱    | ۱     |
| ۶۷              | عربستان سعودی       | ۰   | ۰    | ۱    | ۱     |
| ۶۷              | ماکائو              | ۰   | ۰    | ۱    | ۱     |
| مجموع (۷۱ کشور) | مجموع (۷۱ کشور)     | ۸۱۳ | ۸۱۳  | ۸۱۳  | ۲۴۳۹  |

### مدال‌های بزرگ و کوچک
شمار مدال بزرگ (مجموع) و کوچک (یک ضرب، دو ضرب و پرس) به‌روز رسانی شده پس از قهرمانی جهان ۲۰۱۹.
| رتبه            | کشور                       | طلا  | نقره | برنز | مجموع |
| --------------- | -------------------------- | ---- | ---- | ---- | ----- |
| ۱               | چین                        | ۵۴۹  | ۲۵۹  | ۱۴۲  | ۹۵۰   |
| ۲               | اتحاد جماهیر شوروی         | ۳۳۱  | ۲۰۸  | ۹۳   | ۶۳۲   |
| ۳               | بلغارستان                  | ۲۲۲  | ۲۲۰  | ۱۸۸  | ۶۳۰   |
| ۴               | روسیه                      | ۱۱۹  | ۱۳۳  | ۹۱   | ۳۴۳   |
| ۵               | لهستان                     | ۶۴   | ۹۹   | ۱۲۴  | ۲۸۷   |
| ۶               | ایالات متحده آمریکا        | ۵۷   | ۸۳   | ۷۲   | ۲۱۲   |
| ۷               | ایران                      | ۵۰   | ۳۷   | ۴۸   | ۱۳۵   |
| ۸               | کرهٔ شمالی                  | ۴۹   | ۶۶   | ۵۷   | ۱۷۲   |
| ۹               | ترکیه                      | ۴۸   | ۵۵   | ۳۹   | ۱۴۲   |
| ۱۰              | مجارستان                   | ۳۹   | ۸۹   | ۱۰۷  | ۲۳۵   |
| ۱۱              | تایوان                     | ۳۹   | ۶۷   | ۷۱   | ۱۷۷   |
| ۱۲              | آلمان                      | ۳۶   | ۴۳   | ۳۶   | ۱۱۵   |
| ۱۳              | اتریش                      | ۳۲   | ۲۷   | ۳۴   | ۹۳    |
| ۱۴              | قزاقستان                   | ۳۲   | ۲۶   | ۲۵   | ۸۳    |
| ۱۵              | یونان                      | ۲۶   | ۴۳   | ۴۱   | ۱۱۰   |
| ۱۶              | کوبا                       | ۲۶   | ۲۲   | ۳۶   | ۸۴    |
| ۱۷              | بلاروس                     | ۲۵   | ۲۶   | ۳۲   | ۸۳    |
| ۱۸              | ژاپن                       | ۲۴   | ۴۷   | ۷۲   | ۱۴۳   |
| ۱۹              | رومانی                     | ۲۲   | ۲۸   | ۴۳   | ۹۳    |
| ۲۰              | کرهٔ جنوبی                  | ۲۱   | ۵۶   | ۶۲   | ۱۳۹   |
| ۲۱              | گرجستان                    | ۲۱   | ۵    | ۹    | ۳۵    |
| ۲۲              | آلمان شرقی                 | ۲۰   | ۶۱   | ۷۱   | ۱۵۲   |
| ۲۳              | تایلند                     | ۱۸   | ۴۱   | ۳۹   | ۹۸    |
| ۲۴              | اوکراین                    | ۱۷   | ۲۵   | ۴۴   | ۸۶    |
| ۲۵              | کلمبیا                     | ۱۶   | ۲۰   | ۳۴   | ۷۰    |
| ۲۶              | مصر                        | ۱۶   | ۱۷   | ۲۶   | ۵۹    |
| ۲۷              | ارمنستان                   | ۱۵   | ۲۵   | ۲۸   | ۶۸    |
| ۲۸              | آلمان غربی                 | ۱۳   | ۱۴   | ۱۵   | ۴۲    |
| ۲۹              | فنلاند                     | ۱۲   | ۱۱   | ۲۲   | ۴۵    |
| ۳۰              | فرانسه                     | ۱۱   | ۲۱   | ۳۳   | ۶۵    |
| ۳۱              | اندونزی                    | ۱۰   | ۱۷   | ۳۰   | ۵۷    |
| ۳۲              | قطر                        | ۱۰   | ۷    | ۱۱   | ۲۸    |
| ۳۳              | آذربایجان                  | ۸    | ۵    | ۷    | ۲۰    |
| ۳۴              | هند                        | ۷    | ۲۶   | ۱۵   | ۴۸    |
| ۳۵              | ازبکستان                   | ۷    | ۸    | ۱۱   | ۲۶    |
| ۳۶              | چکسلواکی                   | ۵    | ۱۴   | ۴۰   | ۵۹    |
| ۳۷              | ویتنام                     | ۵    | ۱۱   | ۱۵   | ۳۱    |
| ۳۸              | بریتانیای کبیر             | ۵    | ۷    | ۲۱   | ۳۳    |
| ۳۹              | استرالیا                   | ۵    | ۷    | ۱۲   | ۲۴    |
| ۴۰              | اسپانیا                    | ۵    | ۵    | ۱۷   | ۲۷    |
| ۴۱              | نروژ                       | ۵    | ۵    | ۴    | ۱۴    |
| ۴۲              | سوئیس                      | ۵    | ۵    | ۳    | ۱۳    |
| ۴۳              | شیلی                       | ۵    | ۱    | ۱    | ۷     |
| ۴۴              | ترکمنستان                  | ۴    | ۶    | ۲    | ۱۲    |
| ۴۵              | استونی                     | ۴    | ۵    | ۶    | ۱۵    |
| ۴۶              | ایتالیا                    | ۳    | ۱۰   | ۱۷   | ۳۰    |
| ۴۷              | بلژیک                      | ۳    | ۸    | ۴    | ۱۵    |
| ۴۸              | سوئد                       | ۳    | ۴    | ۱۰   | ۱۷    |
| ۴۹              | برمه                       | ۳    | ۲    | ۸    | ۱۳    |
| ۵۰              | اسلواکی                    | ۳    | ۱    | ۴    | ۸     |
| ۵۱              | لتونی                      | ۲    | ۵    | ۱۵   | ۲۲    |
| ۵۲              | لیتوانی                    | ۲    | ۲    | ۱    | ۵     |
| ۵۳              | کانادا                     | ۱    | ۸    | ۸    | ۱۷    |
| ۵۴              | اکوادور                    | ۱    | ۵    | ۱۵   | ۲۱    |
| ۵۵              | نیجریه                     | ۱    | ۴    | ۹    | ۱۴    |
| ۵۶              | مولدووا                    | ۱    | ۳    | ۶    | ۱۰    |
| ۵۷              | ونزوئلا                    | ۱    | ۱    | ۹    | ۱۱    |
| ۵۸              | فیلیپین                    | ۱    | ۱    | ۸    | ۱۰    |
| ۵۹              | آلبانی                     | ۱    | ۱    | ۳    | ۵     |
| ۶۰              | دومینیکن                   | ۰    | ۴    | ۹    | ۱۳    |
| ۶۱              | کرواسی                     | ۰    | ۴    | ۰    | ۴     |
| ۶۲              | دانمارک                    | ۰    | ۳    | ۰    | ۳     |
| ۶۳              | لبنان                      | ۰    | ۲    | ۲    | ۴     |
| ۶۴              | نائورو                     | ۰    | ۲    | ۰    | ۲     |
| ۶۴              | نیوزیلند                   | ۰    | ۲    | ۰    | ۲     |
| ۶۴              | هلند                       | ۰    | ۲    | ۰    | ۲     |
| ۶۷              | مکزیک                      | ۰    | ۱    | ۴    | ۵     |
| ۶۸              | آرژانتین                   | ۰    | ۱    | ۱    | ۲     |
| ۶۸              | پورتوریکو                  | ۰    | ۱    | ۱    | ۲     |
| ۷۰              | ایالات فدرال میکرونزی      | ۰    | ۱    | ۰    | ۱     |
| ۷۰              | گویان                      | ۰    | ۱    | ۰    | ۱     |
| ۷۲              | تونس                       | ۰    | ۰    | ۳    | ۳     |
| ۷۲              | ماکائو                     | ۰    | ۰    | ۳    | ۳     |
| ۷۴              | عربستان سعودی              | ۰    | ۰    | ۲    | ۲     |
| ۷۴              | مغولستان                   | ۰    | ۰    | ۲    | ۲     |
| ۷۶              | کشورهای مستقل مشترک‌المنافع | ۰    | ۰    | ۱    | ۱     |
| ۷۶              | جمهوری متحد عربی           | ۰    | ۰    | ۱    | ۱     |
| ۷۶              | اسرائیل                    | ۰    | ۰    | ۱    | ۱     |
| ۷۶              | الجزایر                    | ۰    | ۰    | ۱    | ۱     |
| ۷۶              | برزیل                      | ۰    | ۰    | ۱    | ۱     |
| ۷۶              | سوریه                      | ۰    | ۰    | ۱    | ۱     |
| ۷۶              | عراق                       | ۰    | ۰    | ۱    | ۱     |
| مجموع (۸۲ کشور) | مجموع (۸۲ کشور)            | ۲۰۸۶ | ۲۰۸۲ | ۲۰۸۰ | ۶۲۴۸  |

## مدال‌آوران چندباره
در جدول زیر وزنه‌بردارانی که حداقل پنج نشان طلا کسب کرده‌اند آمده‌است.
نام‌ها و مدال‌های برجسته نشان دهندهٔ وزنه‌برداران فعال و همچنین بیشترین شمار مدال کسب شده از هر نوع، در میان تمام وزنه‌برداران (وزنه‌بردارانی که در جدول حضور ندارند نیز شامل شده‌اند) است.
| رتبه | وزنه‌بردار          | کشور                          | جنسیت | وزن‌ها                                      | از   | تا   | طلا | نقره | برنز | مجموع |
| ---- | ------------------ | ----------------------------- | ----- | ------------------------------------------ | ---- | ---- | --- | ---- | ---- | ----- |
| 1    | واسیلی آلکسیف      | اتحاد جماهیر شوروی            | مرد   | +۱۱۰ کیلوگرم                               | 1970 | 1977 | 8   | –    | –    | ۸     |
| 2    | نعیم سلیمان‌اوغلو   | بلغارستان · ترکیه             | مرد   | ۵۶ کیلوگرم / ۶۰ کیلوگرم / ۶۴ کیلوگرم       | 1983 | 1995 | 7   | 1    | –    | ۸     |
| 2    | یوری واردانیان     | اتحاد جماهیر شوروی            | مرد   | ۷۵ کیلوگرم / ۸۲٫۵ کیلوگرم / ۹۰ کیلوگرم     | 1977 | 1985 | 7   | 1    | –    | ۸     |
| 4    | لاشا تالاخادزه     | گرجستان                       | مرد   | +۱۰۵ کیلوگرم / +۱۰۹ کیلوگرم                | 2015 | 2023 | 7   | –    | –    | ۷     |
| 5    | یوزف گرافل         | اتریش                         | مرد   | Open / +80 کیلوگرم                         | 1904 | 1913 | 6   | 2    | –    | ۸     |
| 6    | تامی کونو          | ایالات متحده آمریکا           | مرد   | ۷۵ کیلوگرم / ۸۲٫۵ کیلوگرم                  | 1953 | 1962 | 6   | 1    | 1    | ۸     |
| 7    | John Davis         | ایالات متحده آمریکا           | مرد   | ۸۲٫۵ کیلوگرم / +۸۲٫۵ کیلوگرم / +۹۰ کیلوگرم | 1938 | 1953 | 6   | 1    | –    | ۷     |
| 8    | یوشینوبو میاکه     | ژاپن                          | مرد   | ۵۶ کیلوگرم / ۶۰ کیلوگرم                    | 1961 | 1968 | 6   | –    | 1    | ۷     |
| 8    | دیوید ریگتر        | اتحاد جماهیر شوروی            | مرد   | ۸۲٫۵ کیلوگرم / ۹۰ کیلوگرم / ۱۰۰ کیلوگرم    | 1970 | 1978 | 6   | –    | 1    | ۷     |
| 10   | والدمار باشانوفسکی | لهستان                        | مرد   | ۶۷٫۵ کیلوگرم / ۷۵ کیلوگرم                  | 1961 | 1971 | 5   | 5    | –    | ۱۰    |
| 11   | آرکادی ووروبیوف    | اتحاد جماهیر شوروی            | مرد   | ۸۲٫۵ کیلوگرم / ۹۰ کیلوگرم                  | 1950 | 1961 | 5   | 2    | 1    | ۸     |
| 12   | پیت جورج           | ایالات متحده آمریکا           | مرد   | ۶۷٫۵ کیلوگرم / ۷۵ کیلوگرم                  | 1947 | 1955 | 5   | 2    | –    | ۷     |
| 12   | خلیل موتلو         | ترکیه                         | مرد   | ۵۴ کیلوگرم / ۵۶ کیلوگرم / ۶۲ کیلوگرم       | 1993 | 2003 | 5   | 2    | –    | ۷     |
| 12   | یانکو روسف         | بلغارستان                     | مرد   | ۶۰ کیلوگرم / ۶۷٫۵ کیلوگرم / ۷۵ کیلوگرم     | 1977 | 1983 | 5   | 2    | –    | ۷     |
| 15   | محمد نصیری         | ایران                         | مرد   | ۵۶ کیلوگرم / ۵۲ کیلوگرم                    | 1966 | 1976 | 5   | 1    | 3    | ۹     |
| 16   | کو سینگ چون        | تایوان                        | زن    | ۵۸ کیلوگرم / ۵۹ کیلوگرم                    | 2013 | 2022 | 5   | 1    | 1    | ۷     |
| 17   | چن لیجون           | چین                           | مرد   | ۶۲ کیلوگرم / ۶۷ کیلوگرم                    | 2013 | 2023 | 5   | 1    | –    | ۶     |
| 17   | ویکتور کورنتسوف    | اتحاد جماهیر شوروی            | مرد   | ۷۵ کیلوگرم                                 | 1964 | 1970 | 5   | 1    | –    | ۶     |
| 17   | لو شیائوجون        | چین                           | مرد   | ۷۷ کیلوگرم / ۸۱ کیلوگرم                    | 2009 | 2019 | 5   | 1    | –    | ۶     |
| 20   | آناتولی خراپاتی    | اتحاد جماهیر شوروی · قزاقستان | مرد   | ۹۰ کیلوگرم / ۹۱ کیلوگرم / ۹۹ کیلوگرم       | 1985 | 1995 | 5   | –    | 2    | ۷     |
| 20   | استنلی استانچیک    | ایالات متحده آمریکا           | مرد   | ۶۷٫۵ کیلوگرم / ۷۵ کیلوگرم / ۸۲٫۵ کیلوگرم   | 1946 | 1954 | 5   | –    | 2    | ۷     |
| 22   | ولادیمیر استوگوف   | اتحاد جماهیر شوروی            | مرد   | ۵۶ کیلوگرم                                 | 1955 | 1962 | 5   | –    | 1    | ۶     |
| 23   | دنگ وی             | چین                           | زن    | ۵۸ کیلوگرم / ۶۳ کیلوگرم / ۶۴ کیلوگرم       | 2010 | 2019 | 5   | –    | –    | ۵     |
| 23   | ام یون-چول         | کره شمالی                     | مرد   | ۵۶ کیلوگرم / ۵۵ کیلوگرم                    | 2013 | 2019 | 5   | –    | –    | ۵     |